# 재키 조이너커시
재클린 "재키" 조이너커시(영어: Jacqueline "Jackie" Joyner-Kersee, 1962년 3월 3일 ~ )는 현재 은퇴한 미국의 여자 육상 선수이자 7종 경기 종목은 물론 멀리뛰기 종목에서 등급이 매겨진 사상 최고 육상 선수들 중의 하나이다. 1984년부터 1996년까지 4개의 올림픽에서 금메달 3개, 은메달 1개와 동메달 2개를 따냈다. 스포츠 일러스트레이티드는 조이너커시를 20세기의 위대한 여성 육상 선수로 선정하였다.

## 어린 시절
재키 조이너는 일리노이주 이스트 세인트루이스에서 태어났으며, 그녀의 이름은 재키 케네디의 이름을 딴 것이다. 그녀는 1984년 로스앤젤레스 올림픽 세단뛰기 금메달리스트 앨 조이너의 여동생이며, 플로렌스 그리피스 조이너의 시누이이다. 이스트 세인트루이스 링컨 고등학교에서 학생 육상 선수로서 1980년 하계 올림픽 선발 시합의 멀리뛰기에서 8위를 하면서 결승전에 출전할 수 있었다.

### UCLA 시절
조이너는 캘리포니아 대학교 로스앤젤레스의 단과대학에서 수학하면서 1980년부터 1985년까지 육상과 여자 농구 팀에서 활약하였다. 첫 3개의 시즌(1980-81, 1981-82, 1982-83)들의 포워드 포지션에 출발 선수였으며, 1984년 로스앤젤레스 올림픽 7종 경기에 집중하려고 1983-82 시즌 동안에 빨간 셔츠를 입고 다녔다.
그녀는 대학 경력 시절 동안에 1,167 포인트를 득점하였다. 또한 1998년 2월 12일 UCLA 여자 농구 팀에서 가장 위대한 선수 15명 중의 하나로 명예를 얻었다.

## 선수 경력
1984년 로스앤젤레스 올림픽에 첫 참가하여 7종 경기 은메달 획득을 시작으로 1986년 굿윌 게임(Goodwill Games)에서 7,000점 이상을 득점한 첫 여성 선수였다. 그해에 미국에서 최고 아무추어 선수로서 제임스 E. 설리반 상을 수상하였다.
1988년 서울 올림픽에서 조이너커시는 7종 경기와 멀리뛰기 양 종목에서 금메달을 땄다. 서울 올림픽에서 그녀는 7종 경기 7,291점의 세계 기록을 세웠다. 5일 후에는 멀리뛰기에서 7.40m(24 피트 3 인치)의 기록을 세워 우승하였다.
1991년 도쿄에서 열린 세계 육상 선수권 대회에서 자신이 4년 전의 대회에서 우승한 멀리뛰기 타이틀을 유지하였다. 7종 경기에서는 200m 경주에서 햄스트링으로 기권하고 말았다.
1992년 바르셀로나 올림픽에서 조이너커시는 7종 경기 2연승을 하였으며, 멀리뛰기에서는 동메달에 그쳤다. 4년 후 1996년 애틀랜타 올림픽 선발 시합에서 오른쪽 다리에 햄스트링 부상을 입고 말았다. 경기가 시작했을 때 조이너커시는 7종 경기가 시작한 날 안에 완전 회복되지 못하였다. 첫 종목 100m 허들을 뛴 후에 고통이 심해져 경기에서 물러나고 말았다. 멀리뛰기 시합에 나갈 수 있도록 회복이 된 그녀는 결승전에 나갈 수 있었으나 1개의 점프가 남으면서 6위에 왔다. 그녀의 마지막 점프 7.00m(23 피트 0 인치) 기록은 그녀가 동메달을 따는 도움이 되었다.
그해에는 미국 농구 리그의 리치먼드 레이지 팀에 계약을 맺었다. 팬들에게 큰 인기를 얻음에 불구하고 코트에서는 성공하지 못하였다. 17개의 경기 밖에 나오지 않고, 4개 이상의 득점을 하지 못하였다.
육상계에 돌아온 그녀는 1998년의 굿윌 게임에서 7종 경기 6,502점을 득점하여 우승하였다. 2000년 시드니 올림픽 선발 시합에서 멀리뛰기 21 피트 10.75 인치의 기록으로 6위에 오고 말았다.

## 수상과 명예
- 1986년 제시 오언스 상;
- 1987년 제시 오언스 상;
- 2010년 NCAA 25주년 기념일 명예상;
- 2011년 딕 엔버그 상